# Blood Omen 2: Legacy of Kain
Blood Omen 2: Legacy of Kain (с англ. — «Кровавое знамение 2: Наследие Каина») — видеоигра 2002 года из серии игр Legacy of Kain, прямое продолжение Blood Omen: Legacy of Kain. Действие игры разворачивается в вымышленном мире Нозгот.

## Игровой процесс
По сравнению с прошлой частью игры претерпела некоторые изменения система сохранений, игрок может сохраняться дойдя до специальных маркеров, коими являются ритуальные символы начерченные кровью. Фактически исчезли многие элементы RPG. Способности из предыдущей части были заменены на Темные дары. Два даются игроку изначально — Форма Тумана и Ярость. По мере прохождения, игроку открываются Прыжок (после победы над Фаустусом), Очаровывание (после победы над Маркусом), Берсерк (после победы над Себастьяном), Телекинез (после встречи с Провидицей) и Испепеление (после боя с Магнусом). Ярость, Берсерк и Испепеление требуют заполнения шкалы ярости.
Также есть специальная шкала «Жизненной силы». После каждой трапезы Каина эта шкала пополняется. Как только она заполняется, она и шкала здоровья увеличиваются. Сильно изменилась боевая система, в которую добавилось множество кровавых приемов.

## Сюжет
Сюжет игры повествует о событиях происходящих через 400 лет после Blood Omen: Legacy of Kain. События «Blood Omen 2» разворачиваются практически сразу после окончания истории, рассказанной в первом «Blood Omen». Каин отказывается жертвовать собой и Колонны Нозгота рушатся. Нисколько не обеспокоенный этим обстоятельством, Каин, неведомым образом, возвращает к жизни первого вампира людской расы — Ворадора и с его помощью начинает восстановление популяции расы вампиров, а затем и захватническую войну, дабы потешить свои непомерные амбиции. Армия вампиров встречает серьёзное сопротивление только у города Меридиан, где происходит битва между армией Ордена сарафанцев и полчищами вампиров. Во время схватки с Владыкой Ордена Каин обнаруживает, что его верный меч «Похититель Душ» почему-то неэффективен. Разумеется, что ни к чему хорошему такое открытие не приводит, и Каин оказывается сражен Владыкой сарафанцев, а армия вампиров истреблена практически начисто. Но Каина так просто не убьешь — выхоженный Кабалом вампиров, эдаким подпольным движением «за права вампиров», он пробуждается после долгой лежки в коме и вновь отправляется по ставшей ему привычной тропе мести. Ну, и за своим имуществом, конечно.

## Оценки
| Сводный рейтинг    | Сводный рейтинг | Сводный рейтинг | Сводный рейтинг | Сводный рейтинг |
| Издание            | Оценка          | Оценка          | Оценка          | Оценка          |
| Издание            | GC              | PC              | PS2             | Xbox            |
| ------------------ | --------------- | --------------- | --------------- | --------------- |
| GameRankings       | 67,87 %         | 72,43 %         | 73,03 %         | 72,68 %         |
| Metacritic         | 71/100          | 66/100          | 67/100          | 76/100          |
| Иноязычные издания |                 |                 |                 |                 |
| Издание            | Оценка          | Оценка          | Оценка          | Оценка          |
| Издание            | GC              | PC              | PS2             | Xbox            |
| GameSpot           | 7,1/10          | 7,6/10          | 7,4/10          | 7,6/10          |
| IGN                | 7/10            | 7,1/10          | 7,4/10          | 7,7/10          |

Игра получила сдержанные оценки критиков.